# Штруклєва Вас
Штруклєва Вас (словен. Štrukljeva vas) — поселення в общині Церкниця, Регіон Нотрансько-крашка, Словенія. Висота над рівнем моря: 685 м.